# IV. třída okresu Nymburk
IV. třída okresu Nymburk patří společně s ostatními čtvrtými třídami mezi desáté nejvyšší fotbalové soutěže v Česku. Je řízena Okresním fotbalovým svazem Nymburk. Hraje se každý rok od léta do jara se zimní přestávkou. Hraje se ve dvou skupinách (označených A a B), každá skupina má v současnosti 10 účastníků (celkem tedy 20 týmů) z okresu Nymburk, každý s každým hraje jednou na domácím hřišti a jednou na hřišti soupeře. Vítěz každé ze skupin postupuje do III. třídy okresu Nymburk.

## Vítězové

### IV. třída okresu Nymburk skupina A
| Ročník    | Vítězný tým                  |
| --------- | ---------------------------- |
| 2003/2004 | SK Poříčany „B“              |
| 2004/2005 | Sportovní sdružení Ostrá „B“ |
| 2005/2006 | TJ Sokol Hradištko           |
| 2006/2007 | SK Bříství                   |
| 2007/2008 | AFK Milovice „B“             |
| 2008/2009 | TJ Litol „B“                 |
| 2009/2010 | TJ Sokol Třebestovice        |
| 2010/2011 | Čechie Vykáň                 |
| 2011/2012 | SK Čechie Chrást             |
| 2012/2013 | SK Sokolec „B“               |
| 2013/2014 | SK Čechie Chrást             |
| 2014/2015 | SK Kostelní Lhota „B“        |
| 2015/2016 | TJ Odřepsy                   |
| 2016/2017 | TJ Litol                     |
| 2017/2018 | TJ Sokol Třebestovice        |
| 2018/2019 |                              |

### IV. třída okresu Nymburk skupina B
| Ročník    | Vítězný tým            |
| --------- | ---------------------- |
| 2003/2004 | TJ Hrubý Jeseník „B“   |
| 2004/2005 | TJ Sokol Košík         |
| 2005/2006 | TJ Dvory               |
| 2006/2007 | FC Sokol Lipník        |
| 2007/2008 | TJ Sokol Bobnice       |
| 2008/2009 | TJ Sokol Všechlapy     |
| 2009/2010 | FC Sokol Lipník        |
| 2010/2011 | TJ Seletice            |
| 2011/2012 | TJ Kamenné Zboží       |
| 2012/2013 | TJ Dvory               |
| 2013/2014 | SK Žitovlice - Pojedy  |
| 2014/2015 | TJ Sokol Všechlapy     |
| 2015/2016 | TJ Mcely               |
| 2016/2017 | SK Polaban Nymburk „B“ |
| 2017/2018 | TJ Mcely               |
| 2018/2019 |                        |

### IV. třída okresu Nymburk skupina C
| Ročník    | Vítězný tým              |
| --------- | ------------------------ |
| 2003/2004 | TJ Pátek „B“             |
| 2004/2005 | TJ Sokol Předhradí       |
| 2005/2006 | TJ Union Hradčany        |
| 2006/2007 | TJ Sokol Sány            |
| 2007/2008 | FK Dymokury „B“          |
| 2008/2009 | SK Velenice              |
| 2009/2010 | FK Bohemia Poděbrady „B“ |
| 2010/2011 | Sokol Běrunice „B“       |
| 2011/2012 | TJ Sokol Sány            |
| 2012/2013 | TJ Sokol Sloveč          |
| 2013/2014 | TJ Pátek „B“             |
| 2014/2015 | TJ Sokol Sány            |
| 2015/2016 | Soutěž se nehrála.       |
| 2016/2017 | Soutěž se nehrála.       |
| 2017/2018 | Soutěž se nehrála.       |
| 2018/2019 |                          |